# クワガタムシ
クワガタムシ（鍬形虫）とは、コウチュウ目・クワガタムシ科に属する昆虫のことである。雄では大顎が顕著に発達する種が多い。世界では約1500種類が知られていて、最大の種類は体長120mmに達する。カブトムシと並んで、子供から大人まで人気の高い昆虫である。
クワガタムシの成虫は比較的飼育しやすいことから、古くからペットとしての扱いが一般化していたが、近年では、開拓による生息地域の減少や、オオクワガタなどの採集、飼育ブームの過熱、外国産クワガタムシの輸入解禁により様々な環境問題及び社会問題が発生している。

## 名称
科名の和名であるクワガタムシとは、少なからぬ種の雄成虫が持つ巨大な大顎が、平安時代以降の武将が戦闘の際に被っていた兜についている「鍬形」に似ていることに由来する俗称であり、そのような大顎を持つ甲虫の総称である。
英語では「Stag beetle」と表現され、stagは「雄鹿」、beetleは「甲虫」を意味し、フランス語では「Cerf-volant」と表現され、cerfは「鹿」、volantは「飛ぶ」を意味している。どちらも、クワガタムシの大顎を「鹿の角」になぞらえたものである。また、他のヨーロッパの諸言語、韓国語においても同様に「鹿の角」が由来の呼称が使われている。中国語では「鍬形蟲」と表現され、日本語に近い。

## 分布
東南アジアが全体の2/3の種類が生息している分布の中心であり、熱帯アフリカがこれに準じる。東南アジア周辺のオセアニアやインド方面にも多い。ヨーロッパや北米では種類数が少ないが、南米に大型種が見当たらない。
日本列島では、39種が分布している（ヤクシマオニクワガタを独立種として、更にマグソクワガタをクワガタムシ科として認めた場合）。日本列島のクワガタムシは、ほとんどが黒または赤みがかった黒であり、地味な印象がある。離島の多い日本では、広範囲に渡って分布し、各島で亜種を擁するものも多く、ヒラタクワガタなどは日本列島だけでも12もの亜種で構成されている。九州島にはキュウシュウヒメオオクワガタ、オニクワガタの各亜種が固有に生息している。ただし、標高の高い地域にしか生息できないルリクワガタ属やツヤハダクワガタでは事情が違い、ルリクワガタ属ではルリクワガタは本州島、四国島、九州島と全般的に生息するものの、それ以外で 東北地方にコルリクワガタ、関東地方から甲信越地方にかけてトウカイコルリクワガタ（亜種）、中部地方西部から近畿地方にかけてキンキコルリクワガタ（亜種）、瀬戸内地方にニセコルリクワガタ、甲信地方にホソツヤルリクワガタ、四国島と九州島の一部にミナミコルリクワガタ（亜種）と、分布域ごとに亜種に分化しており、ツヤハダクワガタの亜種でも似たような分布を示している。全体的な分布としてはやはり南寄りで、本土に広く分布するものの中でもヒラタクワガタ、ネブトクワガタ、ルリクワガタ属などは北海道島には分布しない。逆に南方の離島には種、亜種共に固有種が多数生息している。また、チビクワガタ属は、南の離島にもともと多いが、本土では天敵が少ないためかやや増加傾向にあると考えられる。
本州島南方の島では、伊豆諸島の八丈島に固有種が多く、独立種ハチジョウノコギリクワガタとハチジョウコクワガタ、ハチジョウヒラタクワガタ、ハチジョウネブトクワガタの固有亜種、スジクワガタ、チビクワガタが生息している。一方八丈島以北の島は本土のものとあまり変わらず、伊豆大島から三宅島にかけてのイズミヤマクワガタ（亜種）のほかには御蔵島、神津島の極めて特殊な生態のミクラミヤマクワガタくらいで、本土のものと特に亜種が分かれず分布しているものもある。その先の小笠原諸島にはオガサワラネブトクワガタ、オガサワラチビクワガタが生息するが、大型種は見られない。対馬のクワガタムシは日本列島よりも朝鮮半島との関係が強い。朝鮮半島に広く生息するチョウセンヒラタクワガタ、キンオニクワガタのほか、ヒラタクワガタの亜種ツシマヒラタクワガタが対馬にも生息しているといった状況である。周辺の離島にもゴトウヒラタクワガタ、イキヒラタクワガタという亜種が点在している。日本付近でクワガタムシが最も栄えているのは南西諸島である。屋久島にヤクシマコクワガタ、ヤクシマスジクワガタ、ヤクシマオニクワガタ、ヤクシママダラクワガタの特産亜種亜種、その周辺の三島列島硫黄島と口之永良部島にノコギリクワガタ2亜種、トカラ列島にトカラノコギリクワガタ、トカラコクワガタの特産亜種とトカラ、ガジャジマ、ナカノシマのネブトクワガタ3亜種、奄美群島にはアマミシカクワガタやスジブトヒラタクワガタ、更には以南の奄美大島、徳之島、沖永良部島、沖縄本島、与那国島など多数の島々にマルバネクワガタ属4種2亜種やヒラタクワガタ6亜種、ミヤマクワガタ1亜種、リュウキュウノコギリクワガタ5亜種（基亜種含む）、アマミコクワガタ4亜種（基亜種含む）、ネブトクワガタ6亜種が集住している。徳之島にはヤマトサビクワガタが生息する。そのほかには大東諸島にはヒラタクワガタの亜種とダイトウマメクワガタが、硫黄島にはフィシコリスマメクワガタが生息している。

## 生態
クワガタムシは、卵→幼虫→蛹→成虫という一生をおくる完全変態の昆虫である。総じてその生活を森林に依存し、幼虫は樹木をはじめとする何らかの枯死植物体を摂食して成長するため、カミキリムシ、タマムシ、ゾウムシ、キクイムシ、一部コガネムシなどとまとめて、食材性甲虫と類別されることもある。

### 成虫
成虫は、一般に夜行性のものが多く、灯火にも飛来するが、ルリクワガタ類やヒメオオクワガタのように、冷涼な高緯度地方や高い標高の地域に生息するものでは、日中活動するものもいる。
成虫の食物は、大型種ではマルバネクワガタ属などを除くと、樹液や腐敗した果実などのように糖分とそこに繁殖した酵母菌を多く含む餌に集まる種が多い。こうした食物に集まる大型種を含む系統群（タクソン）自体が、このようなパッチ状に点在する餌資源を雌雄の出会いの場とすることで雄による雌を巡る激しい資源防衛（雌自身、或いは雌のやってくる餌場の独占）のための闘争行動を行うグループとして進化したと考えられ、これによって闘争の武器になる身体の大型化、雄の大顎の長大化といった一連の形態の進化が生じたと考えられている。さらにこうした繁殖戦略を持つクワガタムシでは、闘争による資源防衛の成功率が高くなるためには巨大な体躯が必要となるが、これを形成するのに必要な成長量が幼虫時代に確保できなかった雄でも、小柄で身軽な体を活かして餌場の周辺を資源防衛の勝者の目につかないようにうろつき、餌場の主が気がつく前にやってきた雌にアプローチして交尾に成功する性質も同時に進化した。つまり、雄の繁殖戦略自体が成長の履歴や自らの置かれた相対的な状況に応じて切り替えられるようになっているのである。これらのクワガタムシの雄が、しばしば個体によってからだの大きさに大きな変異があり、それに連動して大顎の形態にも大きな変異が生じる性質は、この行動上の繁殖戦略が形態面に反映したものと考えられている。こうした資源防衛戦略による大型化は複数のタクソンで複数回生じたと考えられており、例えば同じクワガタムシ科の中でもクワガタ属やノコギリクワガタ属などを含むタクソンと、ミヤマクワガタ属などを含むタクソンは、互いに独立にこの性質を獲得したと推測されている。このような食性のクワガタムシは飼育下では、昆虫ゼリーと言われる専用の人工餌が開発、市販されているので、これを与えるのが便利である。また、リンゴやバナナを与えてもよい。他に新芽や若枝に集まって大顎で傷をつけて出てきた汁を吸うもの、一生朽木の中で過ごし、朽木内の他の昆虫を捕食しているもの、成虫になってからの摂食活動（後食）をほとんどしないものも知られている。

### 幼虫
幼虫は、同じコガネムシ上科に属するコガネムシ科の幼虫に似ているが、ほとんどのコガネムシ上科の幼虫では尾節に開く肛門が横に裂けて排泄時には上下に開くのに対し、クワガタムシ科の場合には肛門は縦に裂けて排泄時には左右に開き、この左右に座りだこ状の突起があるため区別できる。また、コガネムシ科の幼虫は腐植土などの比較的壊れた植物繊維質の餌を好むが、クワガタムシ科の場合には繊維質の残っている固めの餌を好む（次項参照）。幼虫期間は2年のものが多いが、飼育下では栄養素が高濃度で供給されるため、1年程度で成虫になる種類も多い。オオクワガタ、ノコギリクワガタ、ルリクワガタ類などでは夏-秋に産卵されたものは幼虫で1年目の冬を越し、翌年の秋に羽化して成虫になり、そのまま蛹室内で越冬する。低温でじっくり幼虫に餌を食べさせたほうが大型個体になりやすいと信じられている。

### 餌
餌は、幼虫では木材が腐朽した朽木などの腐植質であるが、食性は大きく白色腐朽（白腐れ）材食、褐色腐朽（赤腐れ）材食、軟腐朽材食（黒腐れ）、シロアリによって生成した腐植食の4タイプに大別される。白色腐朽材食を獲得したタクソンは比較的新しく現れたものであるが、最も資源量が多いタイプの朽木を餌としており、地球上で最も繁栄しているグループである。クワガタ属やノコギリクワガタ属などが含まれるタクソンで、近年のクワガタムシ飼育ブームでも主要な対象種になっているものはこれに含まれるものが多い。古い型のクワガタムシでもキンイロクワガタ属などのように、一部この性質を獲得しているタクソンが散見される。木材粉砕物と栄養添加物を混合してビンに詰め、水蒸気で高温高圧滅菌して、その中でキノコの菌糸を純粋培養した、いわゆる菌糸ビンによる飼育の対象となるのは、この型のクワガタムシである。オオクワガタのように比較的乾燥した堅い朽ち木を好むものや、ヒラタクワガタやノコギリクワガタのように湿り気の多い、場合によっては枯れ木の根株の地下部のような土壌中に埋没した部分を好むものまで、様々な環境を好むのものが分化している。褐色腐朽材食のクワガタムシはマダラクワガタ属など古い型のクワガタムシに多い。白色腐朽材食のクワガタムシの幼虫が褐色腐朽材も問題なく食物にできるのに対し、褐色腐朽材食のクワガタムシの幼虫は白色腐朽材から栄養を摂取する生理的能力を持たないことが知られている。軟腐朽材食のクワガタムシはミヤマクワガタ属・ツヤクワガタ属・マルバネクワガタ属などに多く、これらの種の幼虫は腐植質を多く含む土中に住む。シロアリ食害腐植食のクワガタムシとしてはネブトクワガタ属などが知られ、これらの種の幼虫は、シロアリの摂食によって分解が進み、窒素化合物などの栄養素が濃縮された土状の朽木を餌とする。
幼虫の齢期は3齢までで、この段階で十分摂食して成長すると、蛹室と呼ばれる部屋を作って体色が濃くなり動かなくなる前蛹状態になり、脱皮によって蛹になる。ここから更にもう一度脱皮（羽化）して成虫になるが、羽化したての成虫には色がついておらず、特に大顎の根元や前翅は、色づき硬化するのに時間がかかる。多くの昆虫と同様、この硬化はキノン硬化と呼ばれる酵素反応で、外骨格を構成するキチンから成るシートに大量に埋め込まれたタンパク質分子が、相互にハイドロキノンと反応して架橋され、これによって物理的に硬くなると同時に褐色に着色する。同時にハイドロキノンからはメラニン色素も合成され、色はさらに濃くなる。

## 天敵
クワガタムシの天敵は、野生では、多くの鳥類が、成虫の捕食者としてあげられる。
幼虫はウマノオバチ、アカスジツチバチといった寄生蜂の獲物となり、オオゴキブリの成虫・幼虫、コメツキムシ、ヒラタアブの幼虫等に捕食される。各種菌類に侵され死亡する例も多い。半土化した腐植質内に棲んでいる場合はモグラも脅威である。逆に立ち枯れに穿孔しているオオクワガタ等は、コゲラ、アオゲラをはじめとするキツツキの常食の一つになっている。
また、生息環境破壊者という点から、またその場所に元々いない虫の放虫や常識の範囲を超えた乱獲採集、過激な材割り採集による生息地の環境破壊の面からも、人間は重大な天敵となっている。

## 体の構造
頭部・胸部・腹部に分けられるのが、背面から見た場合、しばしば前胸背板が胸部に、後翅の部分が腹部に該当すると誤解されるが、前胸とは胸部の一部分であり、中胸・後胸・腹部が翅の下にあることは腹面から見ればわかる。
大顎は、クワガタムシの最大の特徴でもある。これはもともと採食器官としてほぼすべての昆虫にあるものが闘争用に発達したものである。餌場やメスの取り合いにおいて使用されると考えられている。飼育下においては、闘争心の高い種などでは、目の前の動く物体を全て攻撃対象とみなしてしまうことがよくあり、大顎の間で木片を動かしてやれば挟むし、メスさえも死に追いやることが稀ではない。そのためそのような種ではペアリングの際には注意を要する。クワガタ属のものは大顎の力が強いことが知られているが、それよりも奇抜な大顎を持つチリクワガタ属はあまり力が強くなく、ダーウィンには過剰適応の例とされた。一般に腐朽度の低い朽ち木に産卵する種類の方が力が強いようである。大顎は中空で構造力学的に理に適った形をしているが、カラス、アオバズク、ネコ等に襲われたノコギリクワガタやミヤマクワガタはしばしば大顎を折られている。コクワガタやヒメオオクワガタの大型個体も、大顎の片方、あるいは両方を欠損している個体が時折みられる。
派生的な真性クワガタ族 (True Lucanidae group) では成虫は性的二形の顕著なものが多く、通常雌よりも雄が大きい。雄では発達した大顎を持つ種類が多く、大顎の形状も分類上の重要なポイントとなっている。比して、雌ではほとんどの種が黒っぽく同じような外観をしている。背中に模様のある派手な種ではメスにもまったく同じ模様とは限らないものの持つものもあり、識別が多少簡単にはなるが、それ以外の大勢では頭楯の形状や前翅の点刻の深さなどで判断し、オスに比べてとても難しいことは言うまでもない。多くの原始的な種は小型であり、性的二形が見られない、または弱い種類が多い。このような種では、他のオスだとわかる明確な指標のない多くの甲虫類と同じように、雌雄の判別がすぐにできないこともある。一方で、比較的原始的と考えられるグループでもニジイロクワガタやチリクワガタのように性的二形がはっきりしているグループも存在する。
性的二形のはっきりしているグループでは、同種のオス間にでも、大顎の形状や体のサイズに大きな変異 (Variation) が見られる。これらの違いは、主に幼虫時代の栄養状態や環境条件によって生じるが、遺伝的な要素も関与することが知られている。東京大学大学院総合文化研究科の小澤高嶺、岡田泰和、太田邦史らによって、2016年12月13日「カブトムシなどの昆虫の武器の大きさが環境に応じて変化するしくみ」が発表され、その発表によると、個体の差を生み出すしくみの一つとして、同一ゲノム情報を持つ細胞に「エピゲノム」という機構がさまざまな個性を与えるという。同研究では武器をもつ甲虫「オオツノコクヌストモドキ」をモデルとして、幼虫時の栄養によって大きく影響を受ける大アゴのサイズが、エピゲノムに関わる因子によってどのように制御されているかを調べた。
大顎の形状に関しては、便宜的に
1. 長歯型（大歯型）
2. 中歯型（両歯型）
3. 短歯型（原歯型）

などと分けられる。
大歯型のものが人気があるが、全ての型を標本箱に並べて変異を楽しむことも多い。全ての種にこれらの型の全てが見られるわけではない。もちろん大顎の発達があまりない種では変異もないし、クワガタ属でも変異が連続的であり劇的な違いは見られないが、身近なクワガタで言えばノコギリクワガタがよく知られる。長歯型では強く湾曲する大顎は、原歯型では直線状で短く、内歯も目立たなくなる。尚、この類の用語はきちんと定義された学術用語ではないため、愛好家によって違う変異の体形に使われていることがあると記しておく。また、全体の大きさと大顎の形とは必ずしも対応しない場合があり、ツヤクワガタ属や一部のノコギリクワガタ属にこの傾向が見られる。大顎の向かい合う方向に生えている突起を内歯（ないし）といい、先端部分を外歯（がいし）という。根元から数えて第一内歯、第二内歯と呼ぶ。内歯の数、位置、形状は重要な種の識別要素である。
脚（または肢）は、前胸・中胸・後胸に各一対生え、根元から基節（きせつ）・転節（てんせつ）・腿節（たいせつ）・脛節（けいせつ）・跗節（ふせつ）に分けられる。腿節の根元の体との接続部分を転節、転節のついている一番根元の関節を基節という。飼育下では跗節がよくとれるため、慌てる飼育初心者も多いが、出血の恐れもなく、また脚が6本もあるので1本くらい取れただけでは大きな支障はないが、転倒した際に起き上がることが困難になるので、全く支障がないとは言い切れない。ただ標本としての価値が下がるため、標本収集を目的とする者は採集したものを、跗節が取れるのを嫌い、持ち帰って飼育せずそのまま酢酸エチルで殺すことも多い。生体でも通常より値段は下がるため、主に累代飼育を目的とするものは種親の欠陥を気にせず購入するが、欠陥箇所によっては交尾や産卵に支障をきたす場合があるため、注意が必要である。
翅は、他の甲虫類同様、前翅は硬化し柔らかい部分を守る働きもしている。鞘のように後胸・腹部や後翅を覆っているため、上翅（じょうし）或いは鞘翅（しょうし）ともいう。飛行時には前翅を開き、後翅に血液を通し広げて飛ぶが、大型種の場合飛ぶのは至極不器用で、また柔らかい部分が剥き出しになるため鳥に狙われやすい。あまり飛ばない種も多く、小規模な島嶼に住む種やマルガタクワガタ属の中には後翅が退化したり飛翔能力を失ったりした種もいる。このような種は灯火やバナナトラップなどに集まりにくいため、ルッキングでの採集が基本となる。飛行後、後翅をうまく畳めなくなってしまい、前翅からはみ出た状態になったり、前翅自体がきちんと閉まらなくなることがある。これは飼育下で狭いケースに入れられたクワガタムシが飛ぼうとしたときにも起りやすく、この場合、後翅が何かに引っかかって状態が悪化することがよくある。
その他の器官については、口器は、多くの種では小顎のGaleaと、下唇のparaglossaがブラシ状になっており、樹液や傷んだ果実のような半液状の餌を摂取するのに適している。ブラシ状の小顎は下唇基節に収納することができ、樹液や果液を吸う時は左右に動く。また、多くの種では雌の大顎が咀嚼機能を失っていないため、植物の茎や果実の表面に傷をつけて汁を吸ったり、小昆虫を捕食して動物性タンパク質を摂取したりする。これに対し、チビクワガタ属やツノヒョウタンクワガタ属のように小型で集団生活をするグループでは、雌雄何れも咀嚼型の口器を有し、昆虫等の動物質を主な餌とすることが知られている。触角は、基本的に10節に分かれ、根元から数えて第一節は長く、第二節との間で曲げることができる。これがクワガタムシ科と他の科を識別する要素のひとつになっている。

## 日本列島のクワガタムシ一覧
日本列島には13属46種55亜種のクワガタムシが生息している。
クワガタ属 Dorcus
オオクワガタ、ヒラタクワガタ、スジブトヒラタクワガタ、チョウセンヒラタクワガタ、コクワガタ、アマミコクワガタ、アカアシクワガタ、ヒメオオクワガタ、スジクワガタ、ヤマトサビクワガタ
ノコギリクワガタ属 Prosopocoilus
ノコギリクワガタ、ハチジョウノコギリクワガタ、アマミノコギリクワガタ、ヤエヤマノコギリクワガタ
ミヤマクワガタ属 Lucanus
ミヤマクワガタ、ミクラミヤマクワガタ、アマミミヤマクワガタ
ネブトクワガタ属 Aegus
ネブトクワガタ、オガサワラネブトクワガタ
オニクワガタ属 Prismognathus
オニクワガタ、キンオニクワガタ
マルバネクワガタ属 Neolucauns
アマミマルバネクワガタ、オキナワマルバネクワガタ、ヤエヤママルバネクワガタ、チャイロマルバネクワガタ
シカクワガタ属 Rhaetulus
アマミシカクワガタ
チビクワガタ属 Figulus
チビクワガタ、オガサワラチビクワガタ、マメクワガタ、フィシコリスマメクワガタ、ダイトウマメクワガタ
ツノヒョウタンクワガタ属 Nigidius
ルイスツノヒョウタンクワガタ
ツヤハダクワガタ属 Ceruchus
ツヤハダクワガタ
ルリクワガタ属 Platycerus
ルリクワガタ、コルリクワガタ、ニセコルリクワガタ、ホソツヤルリクワガタ
マグソクワガタ属 Nicagus
マグソクワガタ
マダラクワガタ属 Aesalus
マダラクワガタ

## 分類

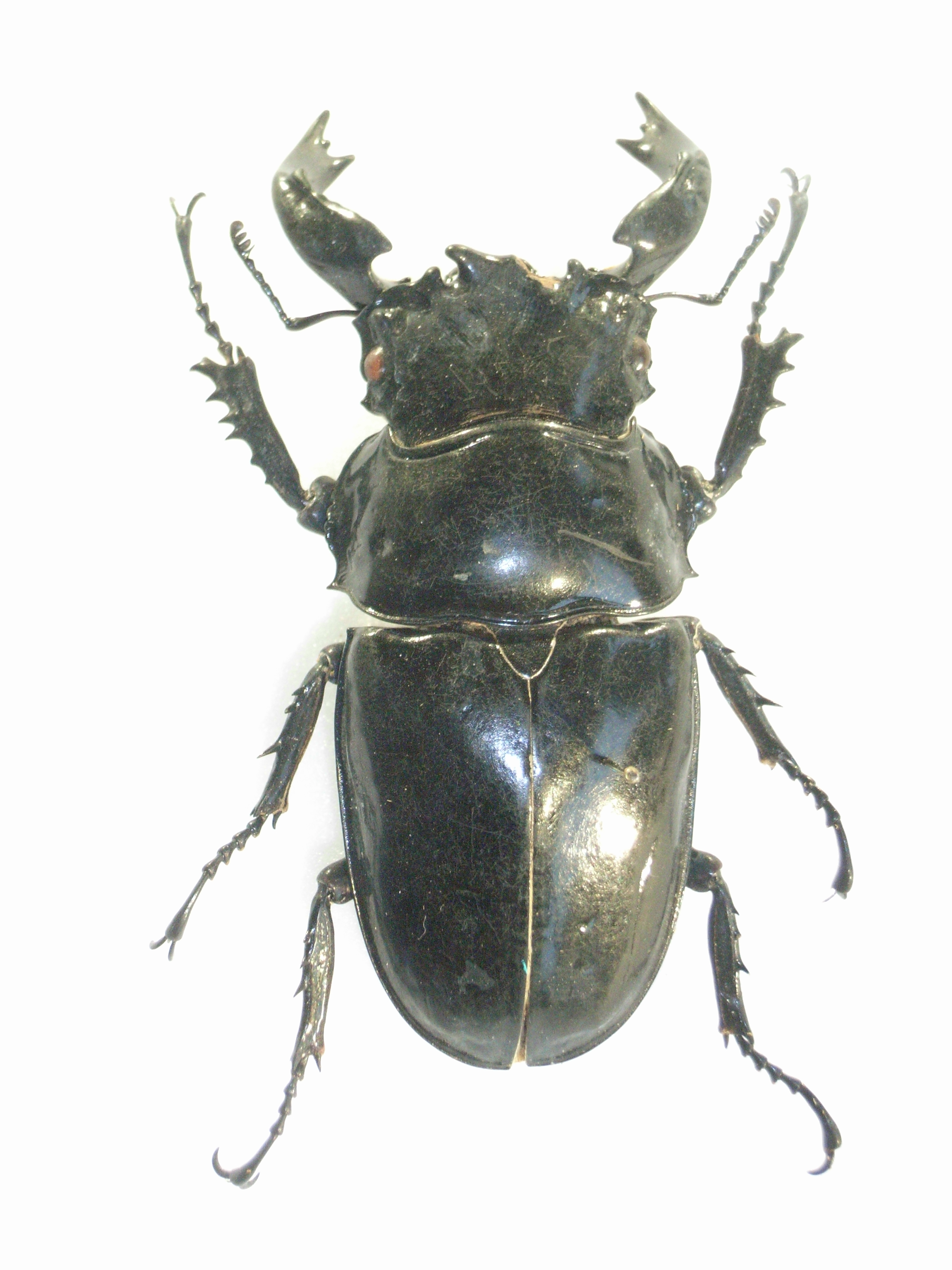
タランドゥスオオツヤクワガタ Mesotopus tarandus

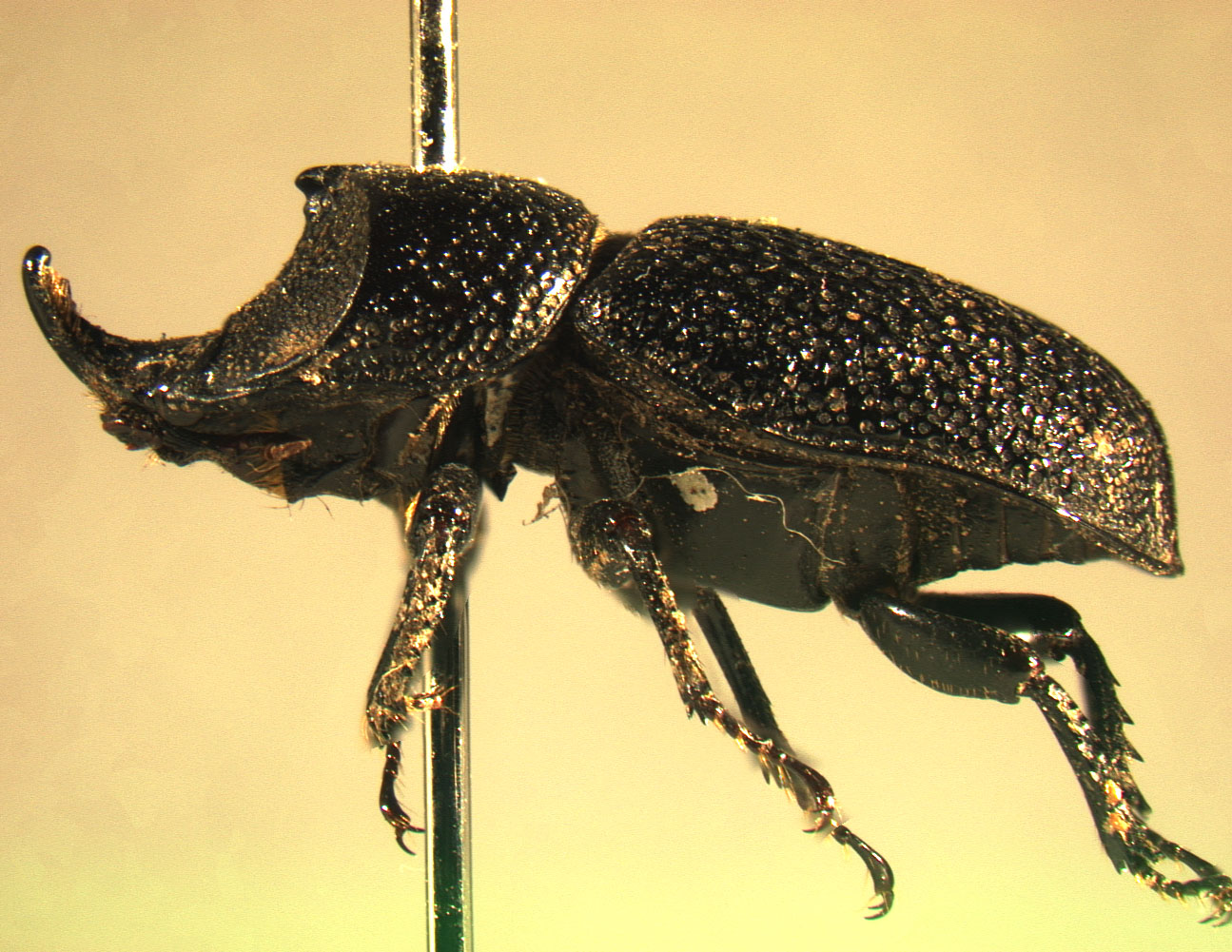
イッカククワガタ

分類学の始まったヨーロッパでは、大型種はヨーロッパミヤマクワガタだけで、後はパラレリピペドゥスオオクワガタのような小型種が多い。ヨーロッパミヤマクワガタの属するミヤマクワガタ属Lucanusは、クワガタムシ科の学名Lucanidaeにも使われており、大航海時代に発見された海外の種は全てLucanus属に入れられていた。
以下の分類は、2006年にSmith によって発表された、クワガタムシ科全体を4亜科に分ける分類に従う。
クワガタムシ亜科 Lucaninae
ニセネブトクワガタ属 Aegognathus - アラスジクワガタ・ソーラアラスジクワガタ
ヒサゴネブトクワガタ属 Aegotypus - ヒサゴネブトクワガタ
ネブトクワガタ属 Aegus - ネブトクワガタ・プラティオドンネブトクワガタ
オウゴンオニクワガタ属 Allotopus - オウゴンオニクワガタ・モーレンカンプオウゴンオニクワガタ
ダルマムネツノクワガタ属 Altitatiayus - ダルマムネツノクワガタ
ユミアシチビクワガタ属 Amneidus - ユミアシチビクワガタ
ペルークワガタ属 Andinolucanus - ペルークワガタ
コツノノコギリクワガタ属 Aphanognathus - ヒエッケコツノノコギリクワガタ
チリハネナシクワガタ属 Apterodorcus - チリハネナシクワガタ
ハワイハネナシクワガタ属 Apterocyclus - ハワイハネナシクワガタ
ニセヒラタクワガタ属 Aulacostethus - アーチェルニセヒラタクワガタ
Australognathus
エンマクワガタ属 Auxicerus - エンマクワガタ・ムルティコロールエンマクワガタ
ヒサゴサビクワガタ属 Bartolozziolucanus
ボーマンスクワガタ属 Bomansius
ハイイロクワガタ属 Cacostomus - ハイイロクワガタ
コツヤクワガタ属Calcodes - コツヤクワガタ・ストリアータツヤクワガタ
Caenolethrus
クビボソツヤクワガタ属 Cantharolethrus - クビボソツヤクワガタ・ステインヘイルクビボソツヤクワガタ
シカツノオニクワガタ属 Capreolucanus - シカツノオニクワガタ
コフキクワガタ属 Casignetus - コフキクワガタ・スピックスコフキクワガタ
ギアナクワガタ属 Charagmophorus - スジバネクワガタ・ウメダギアナクワガタ
インフラトゥスサビクワガタ属 Cherasphorus
コツメクワガタ属 Chewlucanus
チリクワガタ属 Chiasognathus - チリクワガタ・ラトレイユチリクワガタ
Chileistomus
ヒメオニクワガタ属 Cladophyllus - ヒメオニクワガタ
マルガタクワガタ属 Colophon - プリモスマルガタクワガタ・イザルドマルガタクワガタ
ホソアカクワガタ属 Cyclommathus - エラフスホソアカクワガタ・メタリフェルホソアカクワガタ・インペラトールホソアカクワガタ・アラガールホソアカクワガタ
ミツノツツクワガタ属 Dendezia - ミツノツツクワガタ
クワガタ属 Dorcus - オオクワガタ・ヒラタクワガタ・コクワガタ・アカアシクワガタ・ヤマトサビクワガタ・ネパールコクワガタ
コマルクワガタ属 Dorculus - ロンボクコマルクワガタ
カンギアヌスオニクワガタ属 Eligmodontus
Erichius - サメハダクワガタ
ヒメキンイロクワガタ属 Eucarteria - ヒメキンイロクワガタ・スブヒッターヒメキンイロクワガタ
キバサビクワガタ属 Eulepidius
オオズコツノクワガタ属 Geodorcus - ヘルムスオオズコツノクワガタ・カピトオオズコツノクワガタ
サビクワガタ属 Gnaphaloryx - オパクスサビクワガタ
トリアピカルスオニクワガタ属 Gonometops
カギツノクワガタ属 Heterochthes - カギヅノクワガタ・アンダマンカギヅノクワガタ
フタマタクワガタ属 Hexarthrius - パリーフタマタクワガタ・マンディブラリスフタマタクワガタ・フォルスターフタマタクワガタ
メンガタクワガタ属 Homoderus - メンガタクワガタ・グラディアトールメンガタクワガタ
カタハリクワガタ属 Hoplogonus - カタハリクワガタ
インカクワガタ属 Incadorcus - ズギリインカクワガタ
ヌエクワガタ属 Katsuraius - ヌエクワガタ
ホソクワガタ属 Leptinopterus - ホソクワガタ・ティビアリスホソクワガタ
コツノクワガタ属 Lissotes - コツノクワガタ
オオコツノクワガタ属 Lissapterus - オオコツノクワガタ
ミヤマクワガタ属 Lucanus - ミヤマクワガタ・ヨーロッパミヤマクワガタ・ヘルマンミヤマクワガタ
オオズクワガタ属 Macrocrates - アウストラリスオオズクワガタ
オオツヤクワガタ属 Mesotopus' - タランドゥスオオツヤクワガタ
ヒラタムネツノクワガタ属 Metadorcinus - バックレイヒラタムネツノクワガタ
マルバネクワガタ属 Neolucanus - アマミマルバネクワガタ・ヤエヤママルバネクワガタ・マキシムマルバネクワガタ
ゲンシミヤマクワガタ属Noseolucanus - ゲンシミヤマクワガタ
ツヤクワガタ属 Odontolabis - アルケスツヤクワガタ・ラコダールツヤクワガタ・フェモラリスツヤクワガタ・ダールマンツヤクワガタ
オノレクワガタ属 Onorelucanus - オノレクワガタ
コバンクワガタ属 Oonotus - コバンクワガタ
ヒメコツノクワガタ属 Paralissotes - ヒメコツノクワガタ
サソリクワガタ属 Platyfigulus - サソリクワガタ
オニクワガタ属 Prismognathus - オニクワガタ・キンオニクワガタ
ノコギリクワガタ属 Prosopocoilus - ノコギリクワガタ・ギラファノコギリクワガタ・アスタコイデスノコギリクワガタ・サバゲノコギリクワガタ
クロツヤシカクワガタ属 Pseudorhaetus - オーベルチュールクロツヤシカクワガタ・チュウゴククロツヤシカクワガタ
ニセヒョウモンクワガタ属 Pseudoscortizus - ニセヒョウモンクワガタ
サメハダクワガタ属 Pycnosiphorus - フィリップサメハダクワガタ
シカクワガタ属 Rhaetulus - アマミシカクワガタ・スペキオススシカクワガタ・ディディエールシカクワガタ
オオシカクワガタ属 Rhaetus - ウエストウッドオオシカクワガタ
ムナコブクワガタ属 Rhyssonotus - ムナコブクワガタ
Safrina - ユグラリスムナコブクワガタ
ムネツノクワガタ属 Sclerostomus - ウェンディムネツノクワガタ
ヒョウモンクワガタ属 Scortizus - ヒョウモンクワガタ
シワバネクワガタ属 Sphaenognathus - フェイスタメルシワバネクワガタ・オベロンシワバネクワガタ
パリオロススサビクワガタ属 Tumidaegus
ベトナムシカクワガタ属 Weinreichius - ペロッティベトナムシカクワガタ
マキシカクワガタ属 Yumikoi - マキシカクワガタ
オニツツクワガタ属 Xiphodontus - オニツツクワガタ
ルリクワガタ族 Platycerini
ニセルリクワガタ属 Platyceroides - ラティコリスニセルリクワガタ
ムカシルリクワガタ属 Platyceropsis - ムカシルリクワガタ
ルリクワガタ属 Platycerus - ルリクワガタ・コルリクワガタ・ヨーロッパコルリクワガタ
チビクワガタ族 Figulinae
サメハダチビクワガタ属 Cardanus - サメハダチビクワガタ
シシガシラヒョウタンクワガタ属 Dinonigidius - シシガシラヒョウタンクワガタ
チビクワガタ属 Figulus - チビクワガタ・マメクワガタ
ニセヒョウタンクワガタ属 Ganelius - ニセヒョウタンクワガタ
ヒョウタンクワガタ属 Nigidionus - ヒョウタンクワガタ
ツノヒョウタンクワガタ属 Nigidius - ルイスツノヒョウタンクワガタ・グランディスツノヒョウタンクワガタ
ニセツノヒョウタンクワガタ属 Novonigidius - ニセツノヒョウタンクワガタ
ツメカクシクワガタ属 Penichrolucanus - レベールツメカクシクワガタ
キンイロクワガタ亜科 Lampriminae
ニジイロクワガタ属 Phalacrognathus - ニジイロクワガタ
キンイロクワガタ属 Lamprima - パプアキンイロクワガタ・アウラタキンイロクワガタ
ニセキンイロクワガタ属 Homolamprima - ニセキンイロクワガタ
ムカシクワガタ属 Dendroblax - ムカシクワガタ
ドウイロクワガタ属Streptocerus - ドウイロクワガタ
マダラクワガタ亜科 Aesalinae
マダラクワガタ属 Aesalus - マダラクワガタ
ナンヨウマダラクワガタ属 Lucanobium
ネッタイマダラクワガタ属 Echinoaesalus - ヨンネッタイマダラクワガタ
Trogellus - トロコイデスマダラクワガタ
クシヒゲマグソクワガタ属 Ceratognathus - パリアヌスクシヒゲマグソクワガタ
マグソクワガタ属 Nicagus - マグソクワガタ
ツツクワガタ亜科 Syndesinae
ツヤハダクワガタ属 Ceruchus - ツヤハダクワガタ
Psilodon - セグーツツクワガタ
ツツクワガタ属 Syndesus - ツツクワガタ
イッカククワガタ属 Sinodendron - イッカククワガタ・ルゴスムイッカククワガタ

## 採集

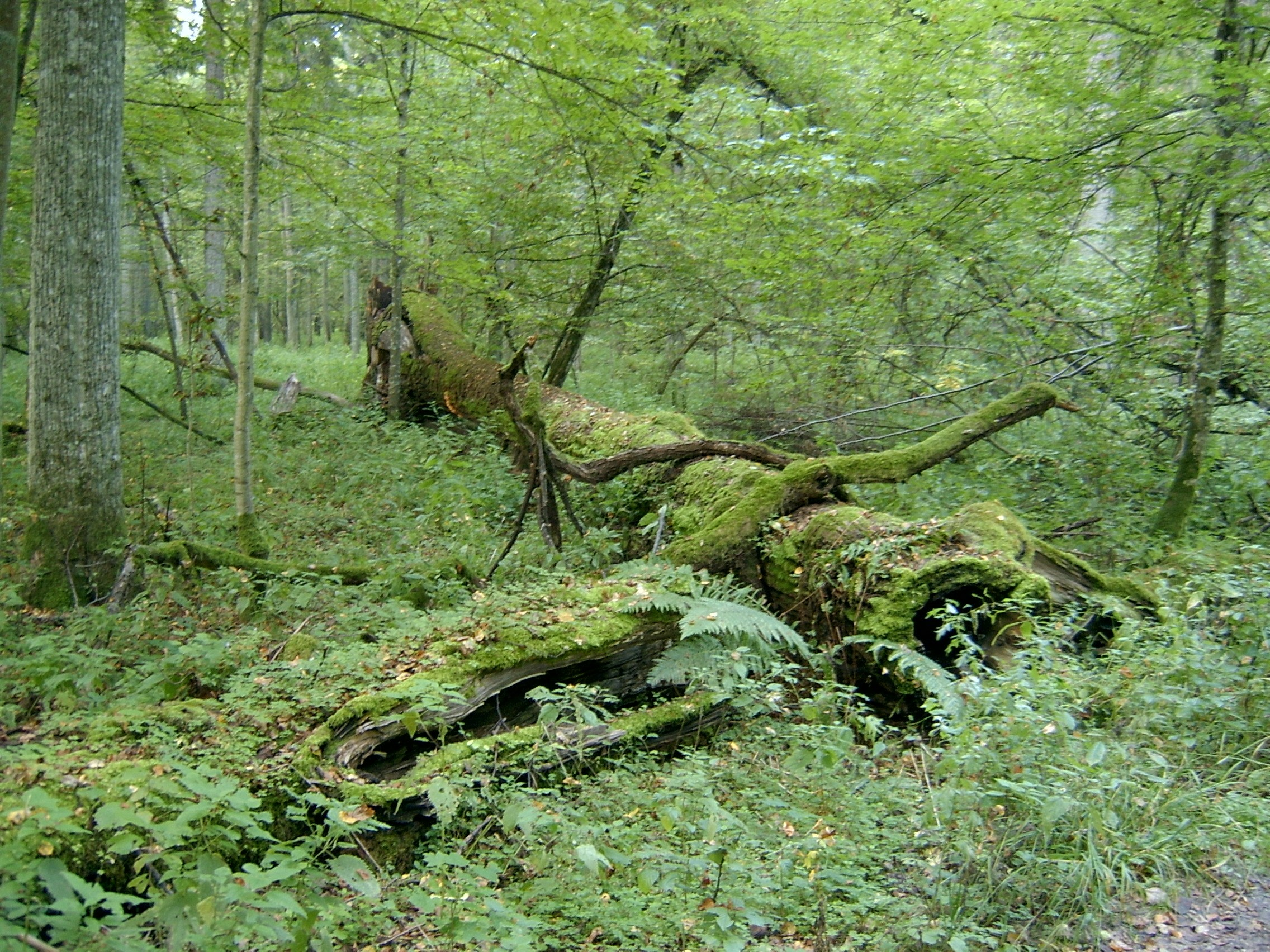
クワガタムシの棲み処となっていることの多い倒木

クワガタムシを対象にした採集には以下のものがある。それぞれ有効な種、有効でない種があり、目標とする種によって使い分ける。それぞれの採集方法の詳しい解説はトラップを参照のこと。
灯火採集
クワガタムシの成虫、大型の人気の高い種の多くは夜行性で、明かりに集まる性質がある。そのため24時間明かりの点いているコンビニや自動販売機、街灯などを見廻ったり、ライトトラップを設置しておびき寄せる方法がとられる。ライトトラップは装備が多くなるため、本格的に採集を職業、趣味にしている人のみが行う。日が暮れる間と昇る間が飛来のピークとなる。
トラップ採集
クワガタムシの餌を日中に数箇所設置しておき、夜や早朝に見てまわる。昆虫図鑑などではよく蜂蜜を木肌に直接塗るものが紹介されているが、これではあまり効果がない。使い古したストッキングに腐りかけたバナナを数本いれ、アルコールに浸して発酵させて枝に括り付けると効果がある。稀にパイナップルが使われることがあるが、バナナが使われる場合が多い。ストッキングは分解されないため、景観や環境の保全等の観点から使用後にストッキングの後片付けを必ず行う必要がある。
ルッキング採集（樹液採集）
トラップ採集のように人為的に餌を設置するのとは違い、自然に餌にしている樹液場をまわって採集する方法。スズメバチがいる可能性があるため、注意が必要である。
洞採集
木の洞をペンライトで覗き込み、ピンセットを使って引きずり出す方法である。洞を縄張りとし、飛翔をあまりしないオオクワガタなどに用いられる。餌場の近くの台場クヌギ（枝が定期的に切り落とされるため、切断面から材の腐食が進行して洞が形成されたクヌギ）がねらい目であるが、たとえ見つけることができても引きずり出すのは難しい。煙幕を使って中のクワガタムシを逃げ出させる方法があるが、その木は以後ゴキブリぐらいしか寄り付かなくなってしまいさらに山火事の原因にもなるため厳禁である。酢酸エチルを注射器で洞の中にいれて苦しくなったクワガタを出すという方法もある。
材割採集
朽ち木を斧で割って幼虫や蛹、羽化したばかりの新成虫を取り出す方法である。手頃な立ち枯れや倒木を斧で割り、それらしき新しい坑道を見つけるとそれに向かって掘り進んでいく。成虫の活動しない冬期には唯一の採集法となるが、一度割った朽ち木は二度と幼虫の住処となり得ないことから、オオクワガタの生息地やマルバネクワガタの生息地などでは細い材にとどめるなどやり過ぎないようにすることが重要である。
FIT・イエローパントラップ
容器に水を張ってそれにかかった虫を採集する方法である。容器を黄色にしたり衝突板をつけたりして工夫する。普通はクワガタムシの採集用ではなく小型の甲虫や蜂採集用に使用されるがクワガタが採集される場合もある。
その他
クヌギやコナラなどのクワガタムシが好む木を蹴ると落ちてくることがあり、場所にもよるがノコギリクワガタやミヤマクワガタなどの一部の種には有効である。

## 飼育

### 飼育方法
成虫飼育
産卵木を埋め込んでセットする必要のある種類の場合はケースにマットを7、8割まで入れて材を覆い隠してしまう。産卵木を埋め込まずにセットする種類の場合は底にマットを少しひいてその上に材を置く。使用する産卵材としてはシイタケ栽培に使用し終わった後の廃ほだ木などを利用したものや材に植菌した産卵木などがあるが、飼育種に応じて腐朽具合や水分などの適否が異なることから使い分ける必要がある。メスに状態のよい産卵木の選定を委ねるためにも複数本埋め込む場合もある。マットに産卵する種類の場合は、底の部分を硬く詰めると産卵木の代わりとなる。次に成虫の餌となる昆虫ゼリーなどを入れ、交尾済みのメスを入れる。メスの産卵を邪魔することがあるのでオスは別のケースに入れるのが望ましいが、闘争性の激しくない種類の場合には一緒に入れても構わない。マットを産卵床としない場合には、品質に神経質になる必要はない。
マットの湿気を保つため、定期的に霧吹きをかける。手で握って固まるくらいが丁度いいとされているが、種類によって適する水分量が異なるので加減を変える必要がある。
クワガタ属のように長寿命の分類群のメスは、幼虫の時に蓄えたタンパク質だけでは十分産卵できず、成虫になってから樹液に繁殖した酵母の摂取、他の昆虫の捕食などによってタンパク質を多量に摂取する必要があることが知られており、同居中のオスや自身が産卵した幼虫を襲って食べてしまったなどという報告も多い。対策として高タンパクゼリーを与えるのが効果的で、そのほかにも昆虫の死体やカブトムシの蛹を与える愛好家もいる。
カブトムシと異なり、一部のクワガタムシは縄張意識や闘争本能が雌雄の区別なく強いため、オスがメスを殺してしまったり逆にメスがオスを殺してしまうことやまたオス同士メス同士でも殺し合いがおこってしまうことがある。そのためペアリングの以外の時は1匹ずつ個別に飼育しペアリングの時でもケースに入れるのはオス1匹に対しメス1匹が望ましい。但し闘争性の激しくない種類や小型種はまとめて飼育することも可能である。
ペアリング
野外で活動中に採集された個体ならば既に交尾を済ませている確率が高いが、飼育繁殖個体の場合オスと交尾させる必要がある。クワガタムシには闘争本能や大顎の力が強いものも多く、場合によってはメスを敵とみなして殺してしまうこともあるため注意をしなければならない。飼育者の観察下で交尾させる、オスの大顎を輪ゴムなどで縛るなどの方法がとられる。
割り出し
産卵木に産卵孔と呼ばれる産卵した痕が見られると、産卵した証拠である。卵の段階で取り出すと見落としたり潰したりしやすく、また幼虫の消化管の醗酵室に共生する微生物の定着に不都合を生じやすい等の原因で管理も難くなるため、1令幼虫以降にまで育った段階で取り出すのがよいとされている。マットに産む種類は、飼育容器のプラスチックの壁越しに底に卵が見えることがある。産卵した形跡が見られない場合、産卵木、マットの種類を変えて試行錯誤する必要がある。
幼虫飼育
幼虫飼育の方法には大きく分けて3種類ある。
1. 材飼育
産卵木を使用する。産卵木に穴を空けて幼虫を入れ、マットに埋める。自然に最も近い飼育法だが、手間がかかる割には大型個体が望めないため最近は少ない。
2. マット飼育
マットに産む種類でなくともマットで飼育することができる。発酵済みマットに入れておくだけなので手間はかからない。添加物を混ぜて工夫することもできる。
3. 菌糸ビン飼育
簡単に大きい個体を作出することができるが、種類によって合う合わないが激しく、オオクワガタやヒラタクワガタなどのクワガタ属やニジイロクワガタなどに使われている。上の方をくり抜いてそこに幼虫を入れる。また、菌糸ビンを用いる以外に飼育下で繁殖法が確立されていない種類もいる。

共食いが起こったり、一頭あたりの餌の配分が少なくなるため、1頭ずつ別々の容器に入れるのが基本だが、オスとメスの羽化時期がずれて次の繁殖に支障を生じるのを防ぐ目的で、栄養状態の悪化による羽化個体の小型化に目を瞑り、敢えて多頭飼育することがある。
マットを入れ替える際に幼虫が出した糞を新しいものに混ぜておくと、マットのバクテリア環境を大きく変えずに済むため、幼虫が新しいマットに馴染みやすくなり、ストレスを感じず痩せるのを防ぐことができることが知られている。そのほかにもドッグフードや成虫用の昆虫ゼリーを与える愛好家もおり、様々な方法が試みられている。
蛹の管理
幼虫は蛹室を作って前蛹状態に入るが、蛹室は脆くて崩れやすく、容器を雑に扱うと簡単に崩壊してしまうことがある。この場合は人工蛹室を使用する。スポンジや木を使った市販のものもあるが、その類のものは簡単に自作できるし、マットに穴を掘り蛹室を再現することでも代用できる。
羽化したての新成虫は完全に色付いていない。外皮もまだ柔らかいため触るのは厳禁である。数日～数週間後あるいはそのまま蛹室内で越冬してから地表に出てくる。幼虫の成長のための摂食でなく、成虫になってからの摂食を昆虫学用語で後食（こうしょく）というが、雌の寿命が短く、幼虫期に蓄えた栄養分だけで卵を形成し産卵する種と、雌の寿命が長く、成虫になってから新たに後食によって得た栄養素で体を充実させ、逐次卵や精子を形成して長期に渡り繁殖活動を続ける種とではこれの意義は大きく異なる。前者では単に活動に必要な糖分を得るだけでよく、一部には後食そのものをほとんど行わない種もあるが、後者ではタンパク質などの様々な栄養素を必要とする。成虫の活動時期の長い種や、蛹室内で越冬する種では、性成熟し、交尾可能な状態になるまで数ヶ月かかる。

### 飼育用品
夏期にはホームセンター・スーパー・デパートなどで売られている。昆虫専門店やペットショップには通年専門ブランドの高品質用品が売られている。

#### 昆虫ゼリー
クワガタムシ、カブトムシ用に樹液の代替品として開発された餌である。クワガタムシ飼育ブームの以前から、夏休みに子供が採集したクワガタムシやカブトムシを短期間飼育するための用途で開発、販売されていた。市販されているカラフルなものはそうした古典的なタイプで、安価だがその分防腐剤がたくさん入っていたり、単純に糖分の水溶液を寒天で固めたのみの栄養素に偏りがあるものが多い。なお、防腐剤が入っているか調べるためには、小さいゴキブリを捕まえてきて与えてみて死亡すれば入っていると判断することができる。尚、これらの防腐剤は人体には無害な物が多いが、誤食には注意を要する。
飼育ブームの到来以来、飼育愛好家のより高度な要求に応じて以下のような特殊なゼリーが開発、市販されるに至った。3層になっているもの、プロポリスを配合したものなどユニークなものも多い。
- 黒糖ゼリー
黒褐色のものが多い。本来自然下で餌とする樹液の成分をヒントにして作られた。嗜好性に重点を置いている。栄養価は高いが、口ブラシの固化が指摘されている。
- 高タンパクゼリー
乳白色や薄黄色のものが多い。栄養に重点を置いている。メスの産卵時にタンパク質を必要とすることから考案された。高値であるため、産卵用のメスなど特定のクワガタムシに与えることが多い。

寒天にヨーグルト、果汁などを混ぜ自作する方法があるが、手間がかかる割に日持ちしないため、市販のもので十分とされる。
他にも以下の関連商品がある。
- 餌皿（皿木）
昆虫ゼリーをそのままマットの上に置くとマットがついて汚れてしまうほか、マットにも汁がついて不潔になりやすく、またクワガタムシにとっても食べにくい。そのため円盤型に輪切りにした木の切り口に昆虫ゼリーが入るような穴を数箇所空けた餌皿が市販されている。
- ゼリーカッター
昆虫ゼリーの蓋に十字型の切れ込みを入れる道具。昆虫ゼリーの蓋を開けて液が飛び散るのを防げるほか、中身がこぼれない、マットまみれにならないなどの利点がある。
- ゼリースプリッター
昆虫ゼリーは底が深く、長い大アゴを持つクワガタムシでは底の方まで食べきることが出来ない。また無理に頭部を突っ込んで大アゴが底を突き破り、抜けなくなる事故も見られる。そこでゼリーを縦に割ることのできる器械が市販されている。

昆虫ゼリーはいかにも人工物であるため嫌う愛好家も存在し、代わりに天然の樹液に似せて作られた人工樹液も売られているが、利便性は昆虫ゼリーに劣る。

#### マット
昆虫飼育用に、シイタケ栽培に用いた後の廃ほだ木などの朽木を粉砕し、或いはさらに添加物を加えて発酵させたおが屑や土のような腐植質のフレーク状のものを「マット」と呼んでいる。栄養剤添加と発酵によって、クワガタムシの成虫や幼虫が野生状態で生息場所としている様々な腐朽段階の朽木や腐植質の状態を人工的な飼育環境下に再現でき、こうした状態の違いによって用途や飼育に適した種が異なる。
未発酵マットは、材を機械で砕いたもので木の色が残っており、手が込んでいない分安価であり、マットの発酵段階を選ばない成虫観賞用飼育や産卵木の埋め込み用として使われる。添加剤や水を混ぜて数日置くことで発酵させることができる。
発酵済みマットは黒っぽく、ミヤマクワガタのように土の状態にまで腐朽が進んだ朽木や腐植質の堆積に産卵し、幼虫がそこで育つタイプのクワガタムシや、外国産カブトムシの採卵、幼虫飼育に利用することが出来る。種類によって適した発酵段階や窒素量などが違い、見極めを誤ると採卵できなかったり、幼虫を死なせてしまうこともあるため注意を要する。各社がよい製品の開発にしのぎを削っており、成分は基本的に企業秘密とされる。
マットプレス
マットをビンに固く詰める際に利用する。安価なプラスチック製や木製のものが多いが、高価だが頑丈なステンレス製のものを好む愛好者も多い。てこの原理を利用したものも存在する。

#### 産卵木
朽木に直接産卵する種から採卵するために用いられる木材の形状を保った状態の朽木で、種類によって適した種類、硬さ、太さが異なる。一般にはクヌギ・コナラ材をシイタケ栽培に用いた後の廃ほだ木を商品化したものが手に入りやすい。オオクワガタの場合は、爪がめり込む程度の硬さがよいとされる。
オウゴンオニクワガタやタランドゥスオオツヤクワガタなどでは、近年霊芝材（れいしざい）すなわちマンネンタケの菌糸を接種して作り出した朽木の効果が注目されており、他の種でも使用されるなど需要が増えつつある。同じくカワラタケの菌糸を接種して腐朽させた産卵木もこれらの種の採卵に有効であることが知られている。

#### 飼育容器（成虫用）
飼育容器に必要な条件としては
1. 中が蒸れないような通気性
2. 観察することの出来る透明性
3. 何匹も飼育をする時にでも場所をとらない積み重ねが可能
4. 逃げられることのない蓋の頑丈さ

のような機能・特性が挙げられる。
プラスチックケース
略してプラケース。ガラスよりも扱いが簡単であるため初心者に多く利用される。飼育容器として最も普及しているが、乾燥しやすい上コバエが侵入しやすい（蓋と本体の間に新聞紙を挟めばある程度防げるが蓋がゆるくなる）、蓋にカブトムシの角やクワガタムシの大顎が引っ掛かる恐れがある（マットと産卵木の入れ方やケースのフタ次第でリスクは減らせる）などの欠点がある。こうした欠点をカバーするグッズも市販されている。
コバエシャッター
クワガタムシ飼育に特化したプラスチックケース。蓋の構造が独特で、穴が数箇所に空いた部分にフィルターがはめ込まれている。蓋が網状になった通常のプラケースと比べると、その名の通りコバエの侵入を防ぎ、クワガタムシの大顎が引っ掛かって抜けなくなる事故も防げ、また湿度も保つことができる。前述の一般的なプラスチックケースに比べ高価（同じサイズならほぼ二倍）で、フィルターが破れやすいのがネックである。
ガラスケース
観賞魚用の水槽。幅60cm程のものなら大きさにゆとりがあり、大型・攻撃性の強いカブトムシでもストレスがたまりにくいが、蓋を別途用意する必要がある。成虫の観賞に向いており、人工の枝や葉をセットしてレイアウトを楽しむこともできる。重く割れやすいため取り扱いづらいのが難点。
コンテナケース
CDを入れておくような小型のものから衣装ケースと呼ばれる大型のものまである。同じものでも専門店よりもホームセンター等の方が割安で売られていることが多い。積み重ねるのが簡単で、蓋のロックができるため脱走のリスクがほとんどない。半透明もしくは不透明なため観賞性は悪く、主に大量に飼育している増殖・販売業者や愛好家に利用される。大抵の場合蓋をロックしても密閉されるわけではないのでそのままでも使えるが、新聞紙を蓋に挟むと保湿効果がさらに高まる。
タッパー
安価である故利用者も比較的多いが、通気性が悪く（そのまま使うと窒息死してしまうこともある）、蓋のロックが出来ない（成虫や大型カブトムシの3令幼虫では持ち上げられることがある）のが欠点。蓋にドリルなどで小さな穴をいくつか開け、蓋と本体をガムテープなどで固定すれば問題ない。

#### 飼育容器（幼虫用）
1ペアから時に何十頭もの幼虫が得られる。そうした大量の幼虫を場所を取らずに置けることが重要である。
プリンカップ
卵や1令幼虫に対して使われる。プリンカップ型のプラスチック容器が用いられる。積み重ねができるため、店頭などでメスなどの小型の成虫に対しても使われることがある。素材がやわらかいためメスや幼虫は壁を食い破って脱走することもあるので、一時的な保管と割り切り、早めに他の容器に移すことが望ましい。通気性が悪いため、蓋に画鋲や千枚通しなどで小さな穴をいくつか開ける必要がある。
ビン
2令幼虫以降に対して使われる。マットを硬く詰め易い。プラスチックビン（プラビン）は軽くて割れにくく取り扱いが簡単だが半透明のため中がはっきり見えない。ガラスビンは重くて割れやすいが中が見えやすいことと、温度管理が簡単であるため、どちらかと言うとマニア向け。専用のビンが市販されているほか、梅酒用のビンを使う人もいる。プリンカップ同様通気性の確保は必須であるが、飼育専用のビンであれば最初からフィルター付きでそのまま使えるものも多い。
菌糸瓶
菌糸ビン、菌床ビン、菌糸ボトル、菌床ボトルなどの表記もある。未分解の広葉樹材を粉砕したおが屑に栄養剤などをくわえて滅菌し、ヒラタケ、オオヒラタケ、カワラタケなどの菌糸体を植つけ、多くのクワガタムシの幼虫が好む白ぐされ状態の朽木の環境を人工的にコントロールしやすい環境下で再現したもの。本来はホダ木を使わずに木材腐朽菌の食用キノコを栽培するために開発され、エノキタケやヒラタケ、エリンギなどの産業的栽培に用いられてビン栽培法と呼ばれているものをクワガタムシ飼育に転用したものである。なお菌糸瓶に用いられている「オオヒラタケ」については市場で「シメジ」として販売されていたヒラタケであるとする説、「ヒマラヤヒラタケ」として流通したヒラタケ類であるとする説、エリンギであるとする説がある。
菌糸のため白っぽく、幼虫が食べたところや移動したところが茶色くなるためプラビンでも交換のタイミングを見極めやすい。もともとキノコ栽培用の技術であるため、環境の条件によってはビンの中の菌糸表面からキノコ（菌の子実体）が生えてくることがあるが、菌は子実体の成長と胞子生産のために菌糸体に蓄積した栄養素を子実体へと転用してしまい、ビン内の菌糸体内部にクワガタムシの幼虫の成長に役立つ栄養素が乏しくなるために、まだ大きくならない原基のうちに抜き去るのが望ましいとされる。使用後数ヶ月で品質が落ちるため、幼虫の大きさにあった大きさの菌糸ビンを使う必要があるとされている。
自然状態の朽木に近い椎茸栽培に使用された後のホダ木を使った材飼育や、微生物の分解活動を利用した発酵マット飼育と比べ、1種類の菌のみが純粋培養された菌糸ビン法は菌とクワガタムシとの関係に異なる点が多い。そのため様々な点で他の飼育法と異なる管理法をとらなければならないが、幼虫を安全に大きく育てるには確率的に一番優秀な方法とされている。
例えば材飼育ではクワガタムシの成長に適する種のキノコの菌糸が、この飼育法では逆にクワガタムシの幼虫を襲って殺し、そこから栄養素を吸収してしまうことも起きた。このため、クワガタムシの成長に適合する菌の種類の解明までにかなりの試行錯誤が必要であった。
また多種類の微生物が朽木に共存して微生物群集を形作る野生状態、材飼育、発酵マット飼育では、クワガタムシの幼虫がいったん食べて消化管の一部に発達した発酵室内で朽木を発酵、栄養素の一部を吸収して排泄した糞を再び摂食によってできた朽木の坑道内で様々な微生物に発酵させ、再度摂食するというサイクルを繰り返して朽木の中の栄養素を徐々に吸収していくが、菌糸ビン飼育では単純に特定のキノコの菌糸体のみを消化吸収して、そこに蓄積された栄養素を利用しているらしく、生きた菌糸体の繁茂した部分が3分の2ほど食い尽くされた段階で、新しい菌糸ビンに移さなければならない。
プラビンやガラスビンやプリンカップを使ったものや、中身を詰め替える菌糸ブロックも市販されている。この菌糸ブロックは、キノコ栽培において菌床栽培法と呼ばれている栽培法で用いられるものをクワガタ飼育用に流用されているものがほとんどだが、一部はクワガタ幼虫飼育専用に開発されている菌糸ブロックもある。

## クワガタブーム

### 歴史
クワガタムシは、カブトムシと共に非常に人気のある昆虫の一つである。一昔前には、定期的に手入れされた里山の雑木林には普通に見られた。木を蹴ると、クワガタムシが驚いて脚を縮めて擬死落下する性質を利用して採集をしていたというのは有名な話である。子供たちはクワガタムシに指を大アゴで挟ませて我慢比べをしたり、昆虫相撲をさせたりと、親しんでいた。
こうして最近までクワガタムシはアマチュアの収集家や研究家は多かったものの、プロの研究者はほとんどおらず、十分マニュアル化された飼育繁殖技術はほとんどない状態であった。
1986年に月刊むしの「オオクワガタ特集号」に、詳しい採集方法や、累代飼育法が公開された。それまで一般には謎の昆虫だったオオクワガタは、商業目的による乱獲も進んだ。当時公的機関の研究者は、害虫でも益虫でもなかったクワガタの飼育方法を知るものはほとんどいなかったが、オオクワガタの累代飼育技術を、アマチュア研究家の小島啓史が月刊むしで公開し続け、1996年に著書「クワガタムシ飼育のスーパーテクニック」で日本産の主な種の繁殖飼育技術を公開したため、子供の頃クワガタムシに親しんだ世代を中心にオオクワガタのみならずクワガタ全体の飼育ブームが起きた。
特にオオクワガタは成虫の見栄えがよい大型種であるが、乱獲により野外での採集が困難になっており希少性が高かったこと、飼育技法の公開により、簡単に飼育下で繁殖可能であることが明らかになったこと、さらに成虫の寿命が長く数年に及び、ペットとしての愛着を持ちやすかったことなどがブームの背景となった。さらに飼育下でいかに見栄えよく大きな成虫を育てるかという競争が起き、ブームをより加熱させた。
こうして加熱したブームはより広がりを見せるようになり、様々な種の飼育繁殖を試みる愛好家も増えてより多様な飼育技術が考案され、また当初は愛好家自ら自作していた飼育資材を製造販売する専門業者も増加するに至った。
こうして、以前はハイレベルのアマチュア研究家でなければ出来なかった累代飼育が初心者でも簡単に楽しめるような環境が形成され現在に至っている。

### 問題点
こうした飼育ブームの過熱により、一部愛好家の圧力などによってそれまで植物防疫法によって生体での輸入が禁止されていた海外産のクワガタムシやカブトムシの輸入が解禁され、今日では数多くの海外産のクワガタムシやカブトムシが国内で飼育、繁殖されるに至っている。しかし、問題も多い。
様々な政治的判断や妥協で、解禁リストに加えられた種の中には、農作物に対する害虫となりうる危険が非常に高い種が含まれてしまっており、また日本国内への持ち込みに際して監視の目もあまり強くないこともあり、解禁リストにない種でも平然と店頭で売られている実態もある。
また、飼育繁殖された海外産、或いは国内の他地域産のクワガタムシ、カブトムシが野外放虫されることにより、日本国内の生物群集、ひいては生態系の攪乱（遺伝子汚染）も懸念されている。実際に、東南アジアから大量に輸入されるオオヒラタクワガタは、日本在来のヒラタクワガタと亜種レベルでの相違しかなく、これらの交配個体と見られるクワガタムシが幾多も見つかっている。これは、モラルの低い愛好家の存在はもちろんのこと、全くの素人であっても海外種をデパートなどで簡単に入手し、飼育できてしまうがために、このような問題に関する知識に乏しい者が悪意なく「自然に返してやる」といった実情も指摘されている。
その他にも、海外産の輸入個体に伴って侵入したダニなどのクワガタムシの海外産寄生虫の国内進入が確認されていること、海外で保護生物とされて持ち出しが規制されている種の密輸出の問題が生じ、海外での逮捕者もでていることなどの様々な問題が引き起こされている。
最近ではゲーム「甲虫王者ムシキング」の流行や形や大きさの競争の過熱や高額での取引も話題になったが、子供たちに生き物に対する間違った意識を植え付けることになるではないかと危惧する声が多く発せられた。

### 俗語
通常海外産のクワガタムシの名前は、例えばフェモラリスツヤクワガタであった場合、後のほうの属名を省略し、単にフェモラリスと呼称することが多いが、有名であったり、属名を省略しても十分長いと感じられる名前を持つクワガタムシには、愛好家の間でのみ通じる略語が作られることがある。
- アンタエウスオオクワガタ→アンテ
- クルビデンスオオクワガタ→クルビ
- グランディスオオクワガタ→グラン
- パプアキンイロクワガタ→パプキン
- ローゼンベルギーオウゴンオニクワガタ→ローゼン
- マンディブラリスフタマタクワガタ→マンディ、マンディブ
- パラレリピペドゥスオオクワガタ→パラレリ
- セアカフタマタクワガタ×マンディブラリスフタマタクワガタ→セアカマンディブ

クワガタ属、ネブトクワガタ属などの黒っぽいクワガタムシを黒虫（くろむし）、ニジイロクワガタ、キンイロクワガタ属、ホソアカクワガタ属などの色彩が派手なクワガタムシを色虫（彩虫、いろむし）と呼ぶことがある。厳密な定義はないため、各人によってどのグループまで入れるかの考え方が異なる。
遺伝学で雑種のn代目を指すFnは、繁殖個体n代目という意味になる。繁殖個体はブリード物や新成虫などと呼び、それに対して採集された個体はワイルドなどと呼ぶが、時々F0とすることもある。ワイルドから繁殖させた個体はWF1と表記する。ワイルドではメスの場合自然下で既に交尾を済ませていることがおおいため、改めてペアリングをする手間が省けるが、羽化してからどのくらい経ったのかがわからないため、買ってすぐに死んでしまう可能性があるという欠点もあり、専門店ではブリード物かワイルドかの表示をする。
普段別々に飼育している雌雄を同じケースに入れ、交尾をさせることをペアリングやカップリングという。雌雄セットで販売されている商品は「○○クワガタペア」などの表示がつく。
蛹室の欠陥などで羽化に失敗した個体は羽化不全と呼ばれ、翅がぐちゃぐちゃになった状態になる。羽化してすぐ死んでしまう新成虫も多いが、特に外傷がなければ通常の個体と変わらず生活をするものも少なくない。蛹室が狭く、大アゴが曲がってしまうこともある。これらは成長時の外的な影響によるものであるから奇形とはいえない。そのほかにも羽化不全ほどではないが、前翅に皺ができたり、ディンプルと呼ばれる小さな凹み、窪みができることがある。これらの羽化時の事故は一般に大型個体ほど起こりやすい傾向にある。
大アゴが太くなったクワガタムシ（主にオオクワガタ、ヒラタクワガタ）は重量感があるとされる。こうした人気のある形状をしたクワガタムシは良形とされる。クワガタムシを大量に飼育し、形のよい成虫のみを選抜して血統管理をする飼育家も存在し、こうして作られた血統のものは高値で取引される。オオクワガタでは能勢YG血統・元木スペシャル・森田ゴールド・極太丸・マツノインセクト血統などがその例である。また、元木スペシャルは複眼が白化する現象ホワイトアイの血統を作ることに成功したといわれている。それらの血統は実際にギネス個体が出現したり美形個体が出現している。
ギネスブックとは直接の関係はないが、記録上大顎の先端から尻までの体長が最大であった場合、ギネス個体という。標本にすると体長が減少することが知られていることから、生体は体長に1mm引くなどと決められることもある。なお専門雑誌や個人サイトによって基準が異なるので注意が必要である。

### 関連企業
- 有限会社むし社
1971年創業。雑誌『月刊むし』などを出版する出版社。1985年から中野駅近くに店を置き虫グッズの販売をしていたが、中野駅南口の再開発事業の影響を受けて2019年4月6日に高円寺駅に近いビルに移転。カブトムシやクワガタムシなどの生体を販売。また、生体だけでなく標本や標本用具、飼育用品、採集用具などあらゆる虫関連グッズが販売されている。 出版物では『月刊むし』以外にも、季刊でカブト・クワガタ専門雑誌『BE-KUWA』を編集刊行している。また、ゴミムシやコガネムシ、ガなども特集する『月刊むし・昆虫大図鑑』シリーズ、『月刊むし・昆虫図説シリーズ』シリーズなどを発行する。

- 株式会社ミタニ
1968年創業。茨城県かすみがうら市に所在。「昆虫博士の自然観察シリーズ」として主に初心者、子供向けの飼育用品の製造・販売、オオクワガタ、アトラスオオカブトなどの有名種の生体の販売を行っている。昆虫専門店でないホームセンターなどでも高いシェアを持つため、店頭販売で最も馴染み深いメーカーの一つである。一般社団法人日本ペット用品工業会会員。

- 株式会社フジコン
1970年創業、1984年設立。オオクワガタの多産地として有名な能勢町に所在。一般向けからプロ向けまでの飼育用品を製造・販売している。現在、昆虫成虫飼育用飼料の定番である虫ゼリーを最初に商品化したとされている。ワールド・インセクツ・ショップとして会社のそばに直販店を構え、またインターネットによる通販も行っている。一般社団法人日本ペット用品工業会会員。

- 株式会社マルカン
1982年創業。長田駅最寄りの大阪府東大阪市に所在。スズムシの飼育用具で有名だが、カブト・クワガタムシ用のアイテムも豊富である。創業以来昆虫に限らずハムスター、観賞魚、犬、猫などペット全般の飼育用品を製造・販売しているため、ミタニと並んでホームセンターやスーパー、デパートで見かける定番メーカーである。20世紀末に、オカヤドカリをパック詰めして衰弱したり死亡したまま流通させるという粗悪な商いぶりが問題となったことがある。一般社団法人日本ペット用品工業会会員。

- 株式会社フォーテック
1987年創業の株式会社かつらぎ産業（きのこ事業全般に関する開発･設計･販売･コンサルティング）の昆虫部門として事業開始。和歌山県伊都郡かつらぎ町に所在。1994年にクワガタムシ幼虫飼育用菌糸ビンの生産を開始。1999年に昆虫部門が独立し有限会社フォーテック設立、2008年株式会社に移行。クワガタ･カブトムシ生体･飼育用品のメーカーであり、同社･他社の飼育関連用品･生体の卸問屋でもある。そのため昆虫専門店やペットショップで同社商品を容易に入手することができる。国内の大手クワガタ･カブト繁殖業者への業務用菌糸ビン･昆虫マットの供給も行っている。同社のオンラインショップ「BeetlePlaza」では一般ユーザーへの通信販売も行っている。クワガタ幼虫飼育用菌糸ビンのメーカーとしては老舗で「Ｇ-pot」が有名。昆虫マットの「1番シリーズ」も人気を博している。一般社団法人日本ペット用品工業会会員。

- 月夜野きのこ園
1997年創業。群馬県みなかみ町に所在。本来はきのこ菌床を生産している会社だが、2000年より開始したクワガタムシ飼育用品の販売でも有名。主にインターネットで飼育用品を販売していたが、2009年から生体の販売も始めている。同社商品の昆虫マットきのこマットは業界でも有名。ちなみに楽天サイト内のカブトムシ用品通販のクワガタ天国も同社が管理している。

- エルアイエス
1997年創業。東京都杉並区に所在。昆虫展を企画し、生体、標本の貸し出しを行ったり、昆虫園の設立を行っている。

- 虫研 - ウェイバックマシン（2008年3月26日アーカイブ分）
吉田賢治が創設。埼玉県嵐山町に所在し、近くでは世界クワガタムシ博物館も運営している。博物館では年4回虫研フェアーを開催している。業種は本来出版社で商号も「虫研出版」であった。関連書籍を精力的に発行するが、昆虫生体を販売する直営店「スーパービートル」（東京・池袋）も経営する。

### 専門雑誌
- 月刊むし（むし社）
1971年3月に創刊の昆虫専門誌。以後毎月20日毎に発売されている。創刊当時は昆虫採集を＝（イコール）自然破壊、昆虫虐待とみなす批判的な世論が強くあり、あえて積極的に“採集”に重点を置いた誌面が採集に熱心な読者に歓迎された。掲載内容はクワガタムシに限らないが、編集長が2代続けて同人雑誌『カミキリニュース』編集者出身の「カミキリ屋」（カミキリムシの愛好家）であり伝統的に森林食材性甲虫の記事は多い。特に現編集長藤田宏はホソツヤルリクワガタの新種記載に関わったことをきっかけに「クワガタ屋」に変貌し、今日の“クワガタのむし社”の土壌を作った。クワガタブームで昆虫に触れるようになった若年層からは、新種、新亜種などの発表も多い学術的な雑誌、と映るようであるが、既存の学術誌に比べれば非常にざっくばらんで、批判されたことすらある。ともあれ、アカデミズムの観点では正確厳密な内容が心がけられており、クワガタブームをきっかけに出現し昆虫学の専門教育を受けていない単なるマニアがライターとして記事を書いていることもある競合他誌よりは相対的に遥かに信頼がおける。また、国際誌に載ってもおかしくないような科学的に価値が高い論文も散見される。クワガタ特集号が年に1回、オオクワガタ特集号が不定期に発行されることがある。2012年10月号で通巻500号を迎えた。

- BE-KUWA（むし社）
2001年創刊。クワガタムシの専門誌。1月と4月と7月と10月の25日前後に発売されている。クワガタブームに伴いクワガタ記事目当てで『月刊むし』を手に取る読者が急増したため、その棲み分けのため企画された姉妹誌。内容は国内外のクワガタムシの採集・飼育情報が多く読者の大半が「生き虫屋」であり毒ビン、昆虫針、標本箱を必携とする伝統的「死に虫屋」が主要読者の『月刊むし』とはやや質が異なる。また飼育ギネスコンテストや美形オオクワガタコンテストといったコンテストも毎号企画している。
- KUWATA（ワイルドプライド）
1998年6月に創刊。年に3回発売されている他、1年毎に別冊が出されており、CLUB KUWATA会員用の会報誌「KIYORA」もある。寄稿による採集記、飼育記、飼育・採集・種の解説などが中心となる。現在は2007年に25号が出されて以降事実上休刊している。

- 昆虫フィールド（くぬぎ出版）
偶数の月の27日に発売されている。一部水生昆虫の記事もある。

- くわがたマガジン（東海メディア）
奇数の月の30日に発売されている。2010年に53号が出て以降新刊は出ていない。

- ARMA（ピーシーズ）
アルマと読む。2000年創刊。現在は廃刊。

- 趣味の昆虫（枻出版）
略称「趣味昆」。2001年11月20日創刊。一般書店にて購入できる数少ない専門雑誌だったが、既に廃刊している。

- KUGAMU（虫研）
1989年6月創刊。当初は年に4回発売されていた。既にほとんどが絶版になり、虫研以外では入手できないが、総集復刻版とするものが1999年に出されている。

- ルカヌスワールド（環境調査研究所）
1997年4月創刊。偶数の月に販売していたが、2002年から頻度を減らして1,4,7,10月の発売となり、37号で休刊に至った。

- Breeder's（グッドコミュニケーションズ）
2002年3月創刊。奇数の月に発売されている。現在廃刊。

- 昆虫と自然（ニュー・サイエンス社）
1966年創刊。毎月発売。学術的な内容が多い。

- TSU・I・SO（木曜社）
1961年6月22日創刊。1976年2月に第3種郵便の許可を取り全国展開となり読者を増やした。月に3回出されていて合本もあり熱心な読者も多い。蝶中心である。